# Триоксихлорид технеция
Триоксихлорид технеция — неорганическое соединение, оксосоль металла технеция и соляной кислоты с формулой TcO3Cl,
бесцветное вещество,
гидролизуется водой

## Получение
- Действие соляной кислоты на технетат калия:

{\displaystyle {\mathsf {KTcO_{4}+2HCl\ {\xrightarrow {}}\ TcO_{3}Cl+KCl+H_{2}O}}}
- Окисление хлорида технеция(IV):

{\displaystyle {\mathsf {2TcCl_{6}+3O_{2}\ {\xrightarrow {}}\ 2TcO_{3}Cl+5Cl_{2}}}}

## Физические свойства
Триоксихлорид технеция образует бесцветное вещество.

## Химические свойства
- Гидролизуется водой:

{\displaystyle {\mathsf {TcO_{3}Cl+H_{2}O\ {\xrightarrow {}}\ HTcO_{4}+HCl}}}